# Antena Eltanin
Antena Eltanin (Eltanin Antenna) ime je dano morskoj spužvi neobična oblika, Cladorhizi concrescens. Ona je fotografirana 1964. godine od strane broda USNS Eltanin.
Zbog njena neobičnog oblika, pilot Bruce Cathie je iznio teoriju da se radi o nekom nepoznatom objektu (NLO).